# Antonio Abondio
Antonio Abondio (Riva del Garda, 1538 - Viena, 3 de mayo de 1591) fue un escultor y medallista italiano.
Padre de Alessandro Abondio, fue activo en Italia desde 1552 hasta 1565, más tarde trabajó en Austria, los Países Bajos, España y Baviera para los emperadores del Sacro Imperio Romano y, en particular para Maximiliano II. En Praga fue el encargado de realizar las medallas de la corte.
Hizo medallas y retratos de personajes famosos, siguiendo un modelo clásico. Se inspiró en la obra de Leone Leoni, de quien presumiblemente fue su discípulo, y también de la escuela de Reggio Emilia.
En 1577 le fue encargado por el emperador Rodolfo II para producir la acuñación de las monedas del nuevo reino, y se retrata el momento de algunas figuras poderosas de la familia imperial. Sus medallas se caracterizan por una composición armónica y el modelo que no carecen de luz y de sombras, había una considerable influencia del arte de Austria. También trabajó en España.
Valiosas son también sus muchas piezas de cera.
Realizó las ocho cariátides que se encuentran en la Casa degli Omenoni en Milán que fue el hogar del escultor Leone Leoni.